# Návrat do budoucnosti II
Návrat do budoucnosti II (v anglickém originále Back to the Future II) je americká sci-fi komedie, kterou v roce 1989 natočil režisér Robert Zemeckis jako pokračování prvního dílu Návrat do budoucnosti.

## Děj filmu
Díl začíná tím, že Marty McFly si chce s přítelkyní Jennifer vyjet na výlet k jezeru, když v tom přijede doktor Emmett Brown a řekne Martymu, že s ním musí jet do roku 2015 i s Jennifer. Marty přijímá a následně s doktorem odletí do roku 2015 zachránit Martyho syna, kterého parta výrostků nutí ke krádeži. Akce se zdaří, jenže starý Biff Tannen se zmocní stroje času – DeLorean, ve kterém se mu podaří přeletět do roku 1955 a předat svému mladšímu já sportovní almanach, v němž jsou sportovní výsledky do konce roku 2000. Po předání se s DeLorean vrátí na původní místo, bez toho, aby si doktor Brown nebo Marty něčeho všimli. Když se úspěšně všichni i s Jennifer vrátí do roku 1985, zjistí, že Biff je milionářem a za manželku má Martyho matku. Jeho otec je mrtev, protože ho Biff zastřelil. Když si Marty uvědomí, co se „starému“ Tannenovi povedlo, musí nejdřív zjistit, kdy předal svému mladšímu já almanach. Poté se společně musí vypravit zpět do minulosti, aby vše napravili. Jakmile se vše zdárně povede, do vznášejícího se DeLoreanu udeří blesk a auto i s doktorem zmizí. Martymu v tu chvíli předá zásilkový doručovatel dopis, který v jejich společnosti byl uložen 70 let. Dopis poslal z divokého západu Martymu doktor Brown. Doktor Brown z roku 1955 musí opět Martymu pomoci, tentokrát však do minulosti.

## Obsazení
| Michael J. Fox    | Marty McFly           |
| Christopher Lloyd | Dr. Emmett L. Brown   |
| Lea Thompson      | Lorraine Baines McFly |
| Jeffrey Weissman  | George McFly          |
| Thomas F. Wilson  | Biff Tannen           |
| Billy Zane        | Match                 |